# بواژیوویتسه دولنه
بواژیوویتسه دولنه (به لهستانی:  Błażejowice Dolne) یک روستا در لهستان است که در گمینا گووگووک واقع شده‌است.